# Colobosauroides carvalhoi
Espèce
Colobosauroides carvalhoi est une espèce de sauriens de la famille des Gymnophthalmidae.

## Répartition
Cette espèce est endémique de l'État de Bahia du Brésil.

## Étymologie
Cette espèce est nommée en l'honneur d'Antenor Leitão de Carvalho.

## Publication originale
- Soares & Caramaschi, 1998 : Espécie nova de Colobosauroides Cunha, Lima-Verde & Lima, 1991 do estado da Bahia, Brasil (Squamata, Sauria, Gymnophthalmidae). Boletim do Museu Nacional. Zoologia, Nova Série Zoologia, Rio de Janeiro, no 388, p. 1-8.